# 지수신
지수신(遲受信, ? ~ ?)은 백제의 무장이다.

## 생애
660년 나(羅)·당(唐) 연합군의 대규모 공격으로 사비성이 함락되자 임존성에서 거병한 귀실복신과 도침을 따라 백제 부흥운동에 나선 것으로 보이지만, 행적에 대해서는 거의 알려져 있지 않다.
당시 백제 부흥군에서는 복신이 도침을 살해하고 부여풍이 복신을 살해하는 등 내분이 심화되고 있었다. 곧 백강 전투에서 백제 부흥군과 왜군이 나당 연합군에게 궤멸되고, 부여풍이 도망친 주류성이 연합군에게 함락되었다. 또한 당나라 장군으로 임명된 백제 출신의 흑치상지·사타상여의 배신으로 마침내 임존성이 함락당하자, 지수신은 가족을 버리고 고구려로 도주했다.

## 지수신이 등장하는 작품
- 《삼국기》(KBS, 1992년~1993년 배우:손호균